# Wendy Greene Bricmont
Gwendolyn „Wendy“ Greene Bricmont (* 8. Juli 1949) ist eine US-amerikanische Filmeditorin.

## Leben
Nach ihrer Ausbildung am Oberlin College in den Fächern Englisch, Theater und Film, begann Wendy Greene Bricmont ihre Karriere in einem New Yorker Unternehmen, das sich auf den Schnitt von Fernsehsendungen, Dokumentationen und Filme spezialisiert hatte. So war es auch das Fernsehdrama Bernice Bobs Her Hair, bei dem sie erstmals als Schnittassistentin unter Ralph Rosenblum arbeitete. Bereits ein Jahr später führte sie gleichberechtigt mit ihm den Filmschnitt von Woody Allens Der Stadtneurotiker aus. Sowohl Rosenblum als auch Bricmont erhielten dafür den BAFTA Award für den Besten Schnitt. Es sollten weitere Filme folgen, in denen Bricmont als Co-Editorin arbeitete, bevor sie 1984 erstmals mit Love Letters, einem Thriller mit Jamie Lee Curtis in der Hauptrolle, eigenverantwortlich einen Filmschnitt durchführte.
Mit dem tschechischen Regisseur Ivan Reitman verbindet sie seit 1990 eine langjährige Zusammenarbeit. So schnitt sie für ihn nicht nur Kindergarten Cop, Junior und Ein Vater zuviel, sondern auch Sechs Tage, sieben Nächte, Evolution und Die Super-Ex. Dies tat sie stets an der Seite des mehrfach Oscar-Nominierten US-amerikanischen Editors Sheldon Kahn.
Wendy Greene Bricmont ist Mitglied der American Cinema Editors.

## Filmografie (Auswahl)
- 1976: Bernice Bobs Her Hair
- 1977: Der Stadtneurotiker (Annie Hall)
- 1982: The Slumber Party Massacre
- 1984: Love Letters
- 1986: Ayla und der Clan des Bären (The Clan of the Cave Bear)
- 1987: Nicht jetzt, Liebling (Surrender)
- 1988: Daddy’s Cadillac (License to Drive)
- 1990: Kindergarten Cop
- 1990: Zurück in die Zukunft III (Back to the Future Part III, zusätzliche Editorin,[3] Special Thanks)
- 1991: My Girl – Meine erste Liebe (My Girl)
- 1994: Junior
- 1994: My Girl 2 – Meine große Liebe (My Girl 2)
- 1996: Race the Sun – Im Wettlauf mit der Zeit (Race the Sun)
- 1996: Tödliche Verschwörung (The Rich Man’s Wife)
- 1997: Ein Vater zuviel (Fathers’ Day)
- 1998: Sechs Tage, sieben Nächte (Six Days Seven Nights)
- 1999: Light It Up
- 2001: Evolution
- 2001: My First Mister
- 2002: Super süß und super sexy (The Sweetest Thing)
- 2004: Girls Club – Vorsicht bissig! (Mean Girls)
- 2005: Herbie Fully Loaded – Ein toller Käfer startet durch (Herbie: Fully Loaded)
- 2006: Die Super-Ex (My Super Ex-Girlfriend)
- 2007: Ich glaub, ich lieb meine Frau (I Think I Love My Wife)
- 2008: Mad Money
- 2010: Gregs Tagebuch – Von Idioten umzingelt! (Diary of a Wimpy Kid)
- 2012: Fun Size – Süßes oder Saures (Fun Size)
- 2012: So Undercover
- 2013: One Chance – Einmal im Leben (One Chance)
- 2015: DUFF – Hast du keine, bist du eine (The Duff)
- 2016: School Survival – Die schlimmsten Jahre meines Lebens (Middle School: The Worst Years of My Life)
- 2018: Set It Up
- 2020: The High Note
- 2022: The People We Hate at the Wedding
- 2024: Five Blind Dates

## Auszeichnungen
BAFTA Award
- 1978: Bester Schnitt – Der Stadtneurotiker